# Трокмортон, Джеймс
Джеймс Трокмортон (англ. James W. Throckmorton; 1 февраля 1825 — 21 апреля 1894) — 12-й губернатор штата Техас с 1866 по 1867 год в течение первых дней Реконструкции, член демократической партии. В 1875—1879 и в 1883—1889 годах был конгрессменом США от штата Техас.

## Биография
В феврале 1847 года, после начала американо-мексиканской войны, Джеймс Трокмортон добровольцем присоединился к 1-му Техасскому полку. Спустя несколько месяцев его назначили ассистентом хирурга Техасских рейнджеров, а в июне того же года он был уволен с военной службы по состоянию здоровья.
В 1861 году, во время проведения съезда по отделению Техаса, Трокмортон был одним из всего лишь восьми делегатов, проголосовавших против выхода штата из состава США.
Во время пребывания в должности губернатора, Трокмортон терпимо относился к бывшим конфедератам, и его отношение к гражданским правам столкнулись с реконструкционной политикой радикально настроенных республиканцев в Конгрессе США. Этим он вызвал на себя гнев генерал-майора Чарльза Гриффина, который вскоре убедил своего начальника, Филипа Шеридана, снять Трокмортона с должности и назначить на его место более лояльного республиканца Элайшу Пиз.
В середине 1870-х годов, после того как влияние радикальных республиканцев пошло на убыль, Трокмортон был избран в Конгресс США от 3-го избирательного округа Техаса.
Джеймс Трокмортон умер в 1894 году от заболевания почек.